# BRP Kalanggaman
Le BRP Kalanggaman (FPB-2404) est le dernier des quatre patrouilleurs de classe Boracay construits en France par Ocea pour la Garde côtière philippine sur la base de la conception Ocea FPB (Fast Patrol Boat) 72.

## Construction, livraison et mise en service
Le BRP Kalanggaman a été lancé le 13 août 2018 sur le site d’Ocea des Sables-d'Olonne, en France,. Avec son sister-ship le BRP Malamawi (FPB 2403), il est arrivé au port de Subic le 6 décembre 2018 et ils ont été mis en service à Manille, aux Philippines, le 16 janvier 2019,.

## Engagements
Le BRP Kalanggaman a participé en 2019 à un exercice avec le BRP Batangas (SARV-004) et l’USCGC Bertholf (WMSL-750), l’un des navires les plus grands et les plus modernes de la Garde côtière américaine. Cet exercice de renforcement des capacités s’est déroulé le 14 mai 2019, près du récif de Scarborough, dans la mer des Philippines occidentales, à 50 milles nautiques de la baie de Subic, sous l’œil lointain des navires du gouvernement chinois.
Le 4 juillet 2024, le BRP Kalanggaman a assuré l’évacuation sanitaire d’un membre d’équipage chinois du vraquier MV BBG Qinzhou, battant pavillon de Hong Kong, qui naviguait au large de Caluya, dans la province d’Antique. Le blessé était un second mécanicien qui s’est coupé le pouce gauche avec une pale de ventilateur, entraînant une douleur importante et nécessitant un traitement hospitalier, alors que le navire étranger naviguait à l’ouest du port de Semirara vers 9 heures du matin. Le vraquier avait quitté Nansha en Chine à destination de Tanjung Bara en Indonésie, lorsque l’accident s’est produit. Après avoir reçu un rapport sur l’incident, la Garde côtière philippine a déployé le BRP Kalanggaman. Celui-ci a rejoint le MV BBG Qinzhou à environ 1,5 milles marins au large de l’île Nogas à Anini-y, Antique. Quatre membres du personnel médical de la PCG ont dispensé les premiers soins au blessé alors qu’on le ramenait au quai de Muelle Loney à Iloílo. Le BRP Kalanggaman est arrivé à Iloílo vers 20 h 30 et le patient a été remis par la PCG à l’agent de MV BBG Qinzhou. Le patient a ensuite été transporté dans un hôpital pour des soins médicaux.
Le 12 décembre 2024, le BRP Kalanggaman a livré 150 boîtes d’eau potable purifiée de la ville d’Iloílo à la ville de Bacolod, qui ont été remises à l’Office de la Défense civile (OCD) pour les familles touchées par l’éruption volcanique du mont Kanlaon.